# Rue Régnier
Ne doit pas être confondu avec Rue Mathurin-Régnier.
La rue Régnier est une voie de Nantes, en France.

## Situation et accès
Située dans le centre-ville de Nantes, la rue Régnier est pavée et piétonne. Elle relie la rue du Puits-d'Argent à la rue Crébillon. Elle ne rencontre aucune autre voie.

## Origine du nom
La voie porte le nom du poète satirique Mathurin Régnier (1573-1613).

## Historique
Simple ruelle à l'origine, on en demanda même un moment la suppression car elle était le rendez-vous des malfaiteurs. En 1838, des travaux d'élargissement lui donnèrent sa configuration actuelle.